# Pollensa
Pollensa (oficialmente en catalán: Pollença) es una localidad y municipio español situado en el extremo septentrional de la comarca de la Sierra de Tramontana, en Mallorca, comunidad autónoma de las Islas Baleares. A orillas del mar Mediterráneo, este municipio limita con los de Escorca, Campanet, La Puebla y Alcudia. En frente, por el este, se encuentra el municipio de Ciudadela, en la isla de Menorca.
El nombre de Pollensa puede llevar a confundir esta localidad con la antigua ciudad romana de Pollentia —ubicada en Alcudia—, que está considerada como una de las más antiguas y con mayor historia del Mediterráneo occidental. En Pollensa, en cambio, nació Costa y Llobera, descansó Winston Churchill, se inspiró Agatha Christie y pasaba los veranos Peter Ustinov entre otros artistas.
Entre sus atractivos turísticos se destacan el Calvario o el Puente Romano —que es del siglo XIX pero es llamado así por su parecido con los puentes romanos— sobre el Torrente de Sant Jordi, el Museo Municipal, el Festival de Música y numerosas exposiciones de arte.
Puerto de Pollensa conserva un largo paseo marítimo y amplias playas. La Cala de San Vicente acoge un conjunto de calas con aguas cristalinas situadas al pie del Cavall Bernat y el conjunto de cuevas prehistóricas de l'Alzineret.
Está catalogado como Uno de Los Pueblos Más Bonitos de España desde el año 2019 y pertenece desde entonces a la asociación homónima.

## Geografía

### Naturaleza

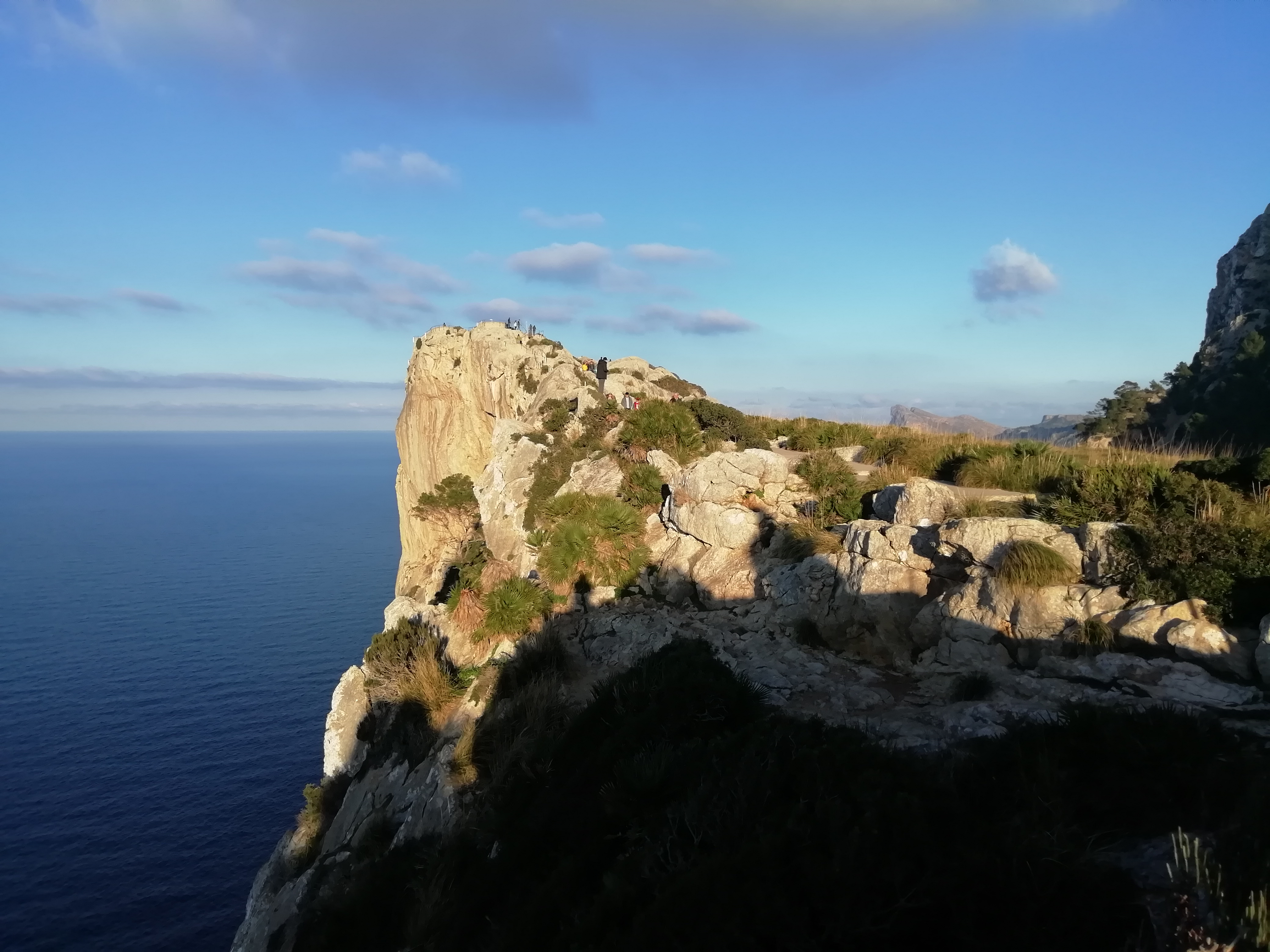
Cabo Formentor, en Pollensa

La zona cuenta con una gran riqueza botánica autóctona que se manifiesta en diferentes comunidades vegetales que van desde las características de encinar hasta las más extensas como el acebuche, el lentisco, la jara y el palmito (única especie de palmera europea), incluso cuenta con una planta endémica, la Naufraga balearica, que crece en un área cercana a la sierra de la Cala San Vicente. En cuanto a la fauna, se encuentran el águila pescadora, en la zona de Albufereta –reserva natural de 295 hectáreas por la que pasan el torrente de la Font de Mal Any i el Rec– y otras especies como el buitre negro (conocido como voltor) y el halcón.

### Clima
| Parámetros climáticos promedio de Pollensa, España          | Parámetros climáticos promedio de Pollensa, España | Parámetros climáticos promedio de Pollensa, España | Parámetros climáticos promedio de Pollensa, España | Parámetros climáticos promedio de Pollensa, España | Parámetros climáticos promedio de Pollensa, España | Parámetros climáticos promedio de Pollensa, España | Parámetros climáticos promedio de Pollensa, España | Parámetros climáticos promedio de Pollensa, España | Parámetros climáticos promedio de Pollensa, España | Parámetros climáticos promedio de Pollensa, España | Parámetros climáticos promedio de Pollensa, España | Parámetros climáticos promedio de Pollensa, España | Parámetros climáticos promedio de Pollensa, España |
| Mes                                                         | Ene.                                               | Feb.                                               | Mar.                                               | Abr.                                               | May.                                               | Jun.                                               | Jul.                                               | Ago.                                               | Sep.                                               | Oct.                                               | Nov.                                               | Dic.                                               | Anual                                              |
| ----------------------------------------------------------- | -------------------------------------------------- | -------------------------------------------------- | -------------------------------------------------- | -------------------------------------------------- | -------------------------------------------------- | -------------------------------------------------- | -------------------------------------------------- | -------------------------------------------------- | -------------------------------------------------- | -------------------------------------------------- | -------------------------------------------------- | -------------------------------------------------- | -------------------------------------------------- |
| Temp. máx. media (°C)                                       | 14.4                                               | 15.0                                               | 16.1                                               | 18.3                                               | 22.2                                               | 26.7                                               | 30.0                                               | 30.0                                               | 27.2                                               | 22.8                                               | 18.3                                               | 15.6                                               | 21.4                                               |
| Temp. mín. media (°C)                                       | 3.9                                                | 4.4                                                | 5.0                                                | 7.2                                                | 10.6                                               | 15.0                                               | 17.8                                               | 18.3                                               | 16.1                                               | 12.2                                               | 7.8                                                | 5.6                                                | 10.3                                               |
| Precipitación total (mm)                                    | 40.6                                               | 35.6                                               | 38.1                                               | 35.6                                               | 33.0                                               | 20.3                                               | 7.6                                                | 17.8                                               | 50.8                                               | 76.2                                               | 53.3                                               | 53.3                                               | 462.3                                              |
| Fuente: The Weather Channel Interactive, Inc. marzo de 2009 |                                                    |                                                    |                                                    |                                                    |                                                    |                                                    |                                                    |                                                    |                                                    |                                                    |                                                    |                                                    |                                                    |

## Demografía
Pollensa cuenta con una población de 17 594 habitantes (INE 2024).
| Gráfica de evolución demográfica de Pollensa entre 1842 y 2021                                                      |
| |
| Población de derecho según los censos de población del INE Población de hecho según los censos de población del INE |

## Economía
En esta localidad tiene su sede Caixa Pollença, la única caja de ahorros que queda en España, junto a Caixa Ontinyent. Fue fundada el 20 de enero de 1880 por Guillem Cifre de Colonya y su mujer, la alemana Clara Hammerl.

## Administración y política
| Partido político                                   | 2023                            | 2023                            | 2023                            | 2019          | 2019          | 2019          | 2015          | 2015          | 2015          | 2011  | 2011  | 2011       | 2007                     | 2007                     | 2007                     |
| Partido político                                   | %                               | Votos                           | Concejales                      | %             | Votos         | Concejales    | %             | Votos         | Concejales    | %     | Votos | Concejales | %                        | Votos                    | Concejales               |
| Partit Socialista de les Illes Balears (PSIB-PSOE) | 31,50                           | 2137                            | 6                               | Junts Avançam | Junts Avançam | Junts Avançam | Junts Avançam | Junts Avançam | Junts Avançam | 11,78 | 791   | 2          | 19,06                    | 1323                     | 4                        |
| Proposta per les Illes (PI)                        | 23,79                           | 1614                            | 4                               | 6,32          | 424           | 1             | 8,55          | 542           | 1             | —     | —     | —          | —                        | —                        | —                        |
| Més (PSM-IV-EN-APIB)                               | 20,25                           | 1374                            | 4                               | Junts Avançam | Junts Avançam | Junts Avançam | Junts Avançam | Junts Avançam | Junts Avançam | 7,98  | 536   | 1          | 8,92                     | 619                      | 1                        |
| Partido Popular (PP)                               | 13,09                           | 888                             | 2                               | 7,05          | 473           | 1             | 7,14          | 453           | 1             | 24,29 | 1631  | 5          | 29,01                    | 2014                     | 6                        |
| Unió Mollera Pollencina (UMP)                      | 9,70                            | 658                             | 1                               | 10,36         | 695           | 2             | 8,61          | 546           | 1             | 9,07  | 609   | 1          | Con Partido Popular (PP) | Con Partido Popular (PP) | Con Partido Popular (PP) |
| Tots per Pollença                                  | Con Proposta per les Illes (PI) | Con Proposta per les Illes (PI) | Con Proposta per les Illes (PI) | 30,86         | 2070          | 6             | 30,02         | 1904          | 6             | —     | —     | —          | —                        | —                        | —                        |
| Junts Avançam                                      | —                               | —                               | —                               | 28,52         | 1913          | 5             | 28,49         | 1807          | 6             | —     | —     | —          | —                        | —                        | —                        |
| Alternativa per Pollença (A)                       | —                               | —                               | —                               | 8,63          | 579           | 1             | 12,72         | 807           | 2             | 12,24 | 822   | 2          | —                        | —                        | —                        |
| Podem-Esquerra Unida de les Illes Balears (EUIB)   | —                               | —                               | —                               | 7,52          | 505           | 1             | —             | —             | —             | —     | —     | —          | 8,57                     | 595                      | 1                        |
| Esquerra Republicana de les Illes Balears (ERIB)   | —                               | —                               | —                               | Junts Avançam | Junts Avançam | Junts Avançam | Junts Avançam | Junts Avançam | Junts Avançam | 5,46  | 367   | 1          | 4,64                     | 322                      | 0                        |
| Lliga Regionalista de les Illes Balears (IB-Lliga) | —                               | —                               | —                               | —             | —             | —             | —             | —             | —             | 15,83 | 1063  | 3          | —                        | —                        | —                        |
| Convergència i Unió (CiU)                          | —                               | —                               | —                               | —             | —             | —             | —             | —             | —             | 9,48  | 637   | 2          | —                        | —                        | —                        |
| Unió Mallorquina (UM)                              | —                               | —                               | —                               | —             | —             | —             | —             | —             | —             | —     | —     | —          | 28,50                    | 1979                     | 5                        |

## Cultura

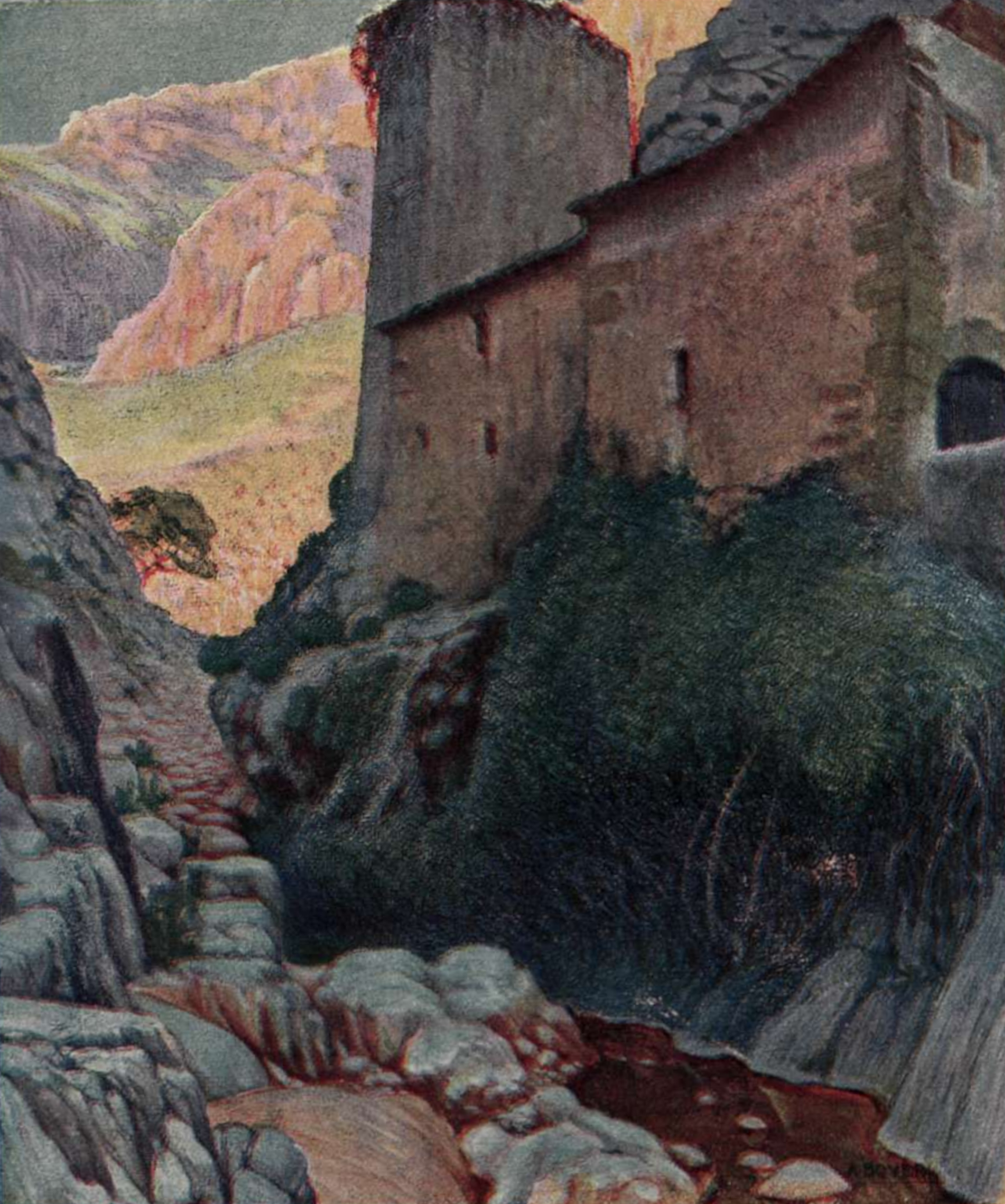
Paraje de Pollensa en una reproducción de una obra del artista argentino Atilio Boveri publicada en la revista Caras y Caretas (1921)

Desde los primeros años del siglo XX, Pollensa se convirtió en un lugar predilecto para los pintores que visitaban la isla. Nombres como Miguel Costa y Llobera, Ramón Picó Campamar, Santiago Rusiñol, Joaquín Mir, Anglada Camarasa, Tito Cittadini, Dionís Bennássar y muchos más han contribuido con sus obras (literarias y pictóricas) a hacer de Pollensa un lugar conocido dentro y fuera de Mallorca.
Actualmente Pollensa sigue gozando de renombre dentro del mundo cultural y artístico gracias a iniciativas públicas como el Festival Internacional de Música, el Museo de Pollensa y a iniciativas privadas como la Casa-Museo Dionís Bennàssar, el Museo Martí Vicenç y a un gran número de galerías de arte.
El puerto de Pollensa inspiró a la compositora argentina Marilina Ross, durante su exilio, a escribir la canción «Puerto Pollensa», popularizada por la cantante Sandra Mihanovich.
En mayo de 2017, un grupo de artistas desarrolló una obra de la serie Horizontem360, que consiste en la transformación del interior de uno de los antiguos barracones militares construidos durante la Guerra Civil junto a la Atalaya de Albercutx, en Puerto de Pollensa. Esta obra trata de que el elemento militar desaparezca en el horizonte.

### Gastronomía
Igual que el resto de la isla la zona de Pollensa refleja en su gastronomía la tradición de la cocina mediterránea. La zona ofrece una amplia oferta en restauración, tanto de cocina local como internacional. También los embutidos entre los que destacan la sobrassada, la longaniza, los butifarrones. En Pollensa a diferencia del resto de localidades de Mallorca camaiot es el jamón serrano en vez de los butifarrones, que se llama butifarró.
Muy peculiar es el plato de sopes mallorquines elaborado con pan moreno mallorquín, verduras y carne, el pa amb oli, el tumbet, arroz brut, las coques de trempó y verdures, lomo con col, la lechona, los caracoles, el frito de matanza o de freixura, las panades, y els cocarrois.
Entre los platos de pescado y marisco se destacan els molls, el cap-roig, el dentón, la llampuga, el llobarro o el popular arroz de pescado, y la caldereta de langosta.
La repostería de la isla cuenta con la ensaimada, la greixonera de brossat, el gató con almendras, o els robiols y los crespells, postre típico de Semana Santa.
Mallorca disfruta también de una gran tradición vinícola y de una gran calidad de licores, como el palo, el vino dulce, las hierbas que pueden ser tanto dulces, secas o semisecas.